# جانلوكا غرافا

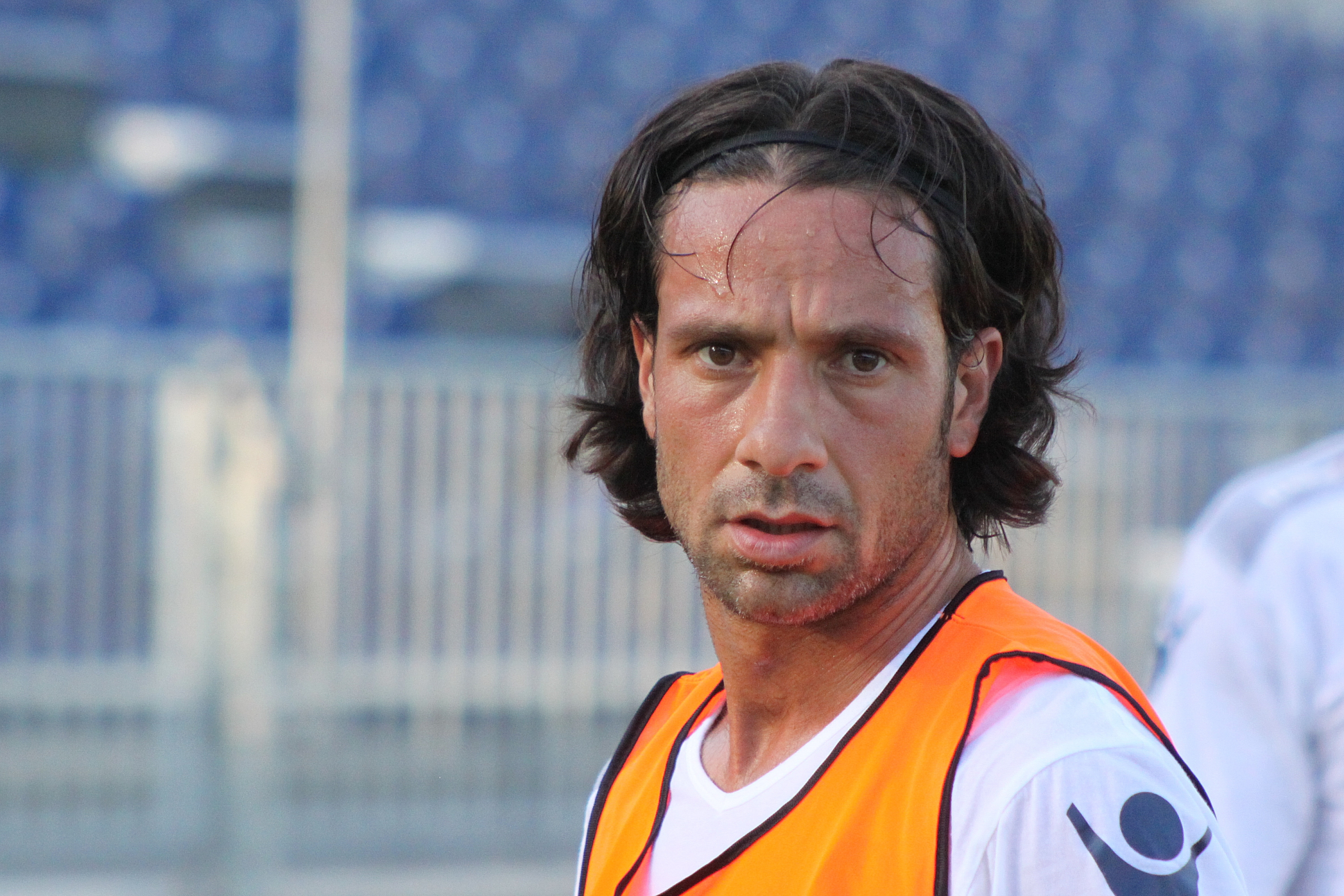

جانلوكا غرافا (بالإيطالية: Gianluca Grava)‏ (مواليد 7 مارس 1977 في كازيرتا - إيطاليا) لاعب كرة قدم إيطالي يلعب حاليا لصالح نادي الدرجة الأولى نابولي الإيطالي منذ 2005 في مركز الظهير الأيمن كما يجيد اللعب في مركز قلب الدفاع .

## روابط خارجية
- جانلوكا غرافا على موقع الاتحاد الأوربي (الإنجليزية)
- جانلوكا غرافا على موقع قاعدة بيانات كرة القدم.إي يو (الإنجليزية)
- جانلوكا غرافا على موقع Soccerway.com (الإنجليزية)
- جانلوكا غرافا على موقع عالم كرة القدم.نت (الإنجليزية)
- جانلوكا غرافا على موقع كووورة
- جانلوكا غرافا على موقع AS.com (الإسبانية)